# Myospalax aspalax
Myospalax aspalax је глодар из породице слепих кучића (лат. Spalacidae). 

## Распрострањење
Врста је присутна у Кини, Монголији и Русији.

## Станиште
Врста Myospalax aspalax има станиште на копну.

## Начин живота
Број младунаца које женка доноси на свет је обично 1-5. 

## Угроженост
Ова врста није угрожена, и наведена је као последња брига јер има широко распрострањење.

### Популациони тренд
Популациони тренд је за ову врсту непознат.